# The Price of Silence
The Price of Silence é um filme mudo norte-americano de 1916, do gênero drama, dirigido por Joe De Grasse e estrelado por Lon Chaney. O filme foi roteirizado por Ida May Park baseado em um conto de W. Carey Wonderly.

## Elenco
- Dorothy Phillips[3] - Helen Urmy
- Lon Chaney - Edmond Stafford
- Jack Mulhall - Ralph Kelton
- Frank Whitson - Oliver Urmy
- Evelyn Selbie - Jenny Cupps
- Jay Belasco - Billy Cupps
- J. Edwin Brown - Landlord (como Eddie Brown)
- Vola Vale - Aline